# 德尼斯·卡尼尔
德尼斯·卡尼尔（英語：Denys Carnill，1926年3月11日—2016年3月30日），英国男子板球、曲棍球运动员。他曾代表英国参加1952年、1956年和1960年夏季奥林匹克运动会曲棍球比赛，其中1952年奥运会获得一枚铜牌。